# 牛尾久信
牛尾 久信（うしお ひさのぶ）は、戦国時代から安土桃山時代にかけての武将。尼子氏、毛利氏の家臣。出雲国牛尾城主。

## 生涯
出雲の戦国大名・尼子氏の家臣・牛尾幸清の子として誕生。尼子家臣団において牛尾氏の次席は第3位で、牛尾氏宗家の嫡子である久信は伯耆国にて禄11,700石を与えられており、御手廻り衆の立場であった。
永禄3年（1560年）、主君・尼子晴久から本城常光への支援を命じられ、父と共に出陣。同年、石見国の福屋隆兼が毛利氏に叛旗を翻した際もその支援にあたり、吉川経安が守る福光城を攻撃するが撃退された。
翌永禄4年（1561年）、毛利元就の出雲侵攻により、居城・牛尾城にて毛利軍と一戦を交え、その後主君・尼子義久と共に月山富田城にて籠城する。尼子倫久を総大将とする出雲白鹿城への救援軍として出陣し、それを迎え撃つ毛利軍と激戦を展開するも重傷を負い、自害しようとしたが説得され、毛利軍によって月山富田城へと移送された。永禄8年（1565年）、毛利軍によって月山富田城は完全に包囲され、兵糧攻めが開始された。士気も衰え、兵糧不足に耐えきれなくなった牛尾親子は城内から逃亡、毛利氏に降伏した（第二次月山富田城の戦い）。
その後は毛利氏に仕え、天正14年（1586年）に豊臣秀吉の九州平定の先陣となるが、その戦いの最中、豊前にて討死したとされる。